# Thorée-les-Pins
Thorée-les-Pins är en kommun i departementet Sarthe i regionen Pays de la Loire i nordvästra Frankrike. Kommunen ligger i kantonen Le Lude som tillhör arrondissementet La Flèche. År 2022 hade Thorée-les-Pins 741 invånare.

## Befolkningsutveckling
Antalet invånare i kommunen Thorée-les-Pins
| Referens: INSEE |